# Dipartimento del Bradano
Il Dipartimento del Bradano fu un dipartimento della Repubblica Napoletana istituito nel 1799. Prendeva il suo nome dal fiume Bradano e aveva come capoluogo Matera.

## Storia
Il dipartimento fu istituito ufficialmente il 9 febbraio 1799 durante l'occupazione francese del Regno di Napoli e la nascita della Repubblica Napoletana. Il 26 febbraio fu nominato come commissario dipartimentale Don Nicola Palomba. 
Pur facendo parte ufficialmente della Repubblica Napoletana, il Bradano fu di fatto governato e amministrato da Palomba come uno stato indipendente, sostenuto dalle truppe francesi e dai giacobini presenti sul territorio. 
Capoluogo ufficiale del dipartimento era Matera, ma quando questa città si schierò dalla parte dei realisti, la sede del governo dipartimentale fu spostata nella vicina Altamura. 
Trani fu annessa al Bradano solo il 1 aprile 1799 quando, sotto pressione di Palomba, fu occupata dal generale Jean-Baptiste Broussier.

Di fatto questo dipartimento esistette per soli 3 mesi dal momento della sua fondazione, ovvero fino agli inizi di maggio, quando dopo i combattimenti di  Altamura e di Picerno e lo sbarco di 1400 soldati russi a Bisceglie, fu conquistato dai sanfedisti comandati dal Cardinale Fabrizio Ruffo. 
Potenza fu l'ultima grande città del Bradano ad essere conquistata dai sanfedisti che la occuparono il 18 maggio sottoponendola ad incendi e saccheggi.
Con la prima restaurazione dei Borboni sul trono di Napoli nel giugno 1799, il dipartimento del Bradano tornò a far parte della provincia della Basilicata.

## Commissari del Dipartimento
| Nº | Immagine | Commissario (Nascita-Morte)            | Inizio                     | fine                     | Altre cariche                                                         |
| -- | -------- | -------------------------------------- | -------------------------- | ------------------------ | --------------------------------------------------------------------- |
| 1  |          | Nicola Palomba (1746-1799)             | 26 febbraio 1799           | 14 maggio 1799           | Membro della commissione per l'organizzazione della Guardia Nazionale |
| 2  |          | Ferdinando Ruggi d'Aragona (1760-1799) | 14 febbraio 1799 (de iure) | 18 maggio 1799 (de iure) | Commissario del Dipartimento del Sele                                 |
| 3  |          | Tommaso Deliso                         | 18 maggio 1799 (de iure)   | 22 giugno 1799 (de iure) | Commissario del Dipartimento del Sele                                 |

## Suddivisione amministrativa
Con la legge del 21 piovoso anno VII, il territorio del Bradano fu suddiviso in 12 cantoni:

1. Cantone di Matera

2. Cantone di Altamura

3. Cantone di Molfetta

4. Cantone di Bisceglie

5. Cantone di Trani

6. Cantone di Barletta

7. Cantone di Irsina

8. Cantone di Potenza

9. Cantone di Marsico Nuovo

10. Cantone di Montemurro

11. Cantone di Stigliano

12. Cantone di Pisticci